# Julián z Emesy
Julián z Emesy (řec.Ἰουλιανός ὁ ἐν Ἐμέσῃ; arabsky Elian al-Homsi nebo Elyan/Ilyan) byl syrský křesťanský lékař z města Emesa (Homs v Sýrii), který byl umučený za to, že se odmítl zříci křesťanství v době všeobecné apostaze za římské persekuce křesťanů. Svátek mučedníka Juliána z Emesy je v pravoslavné a římskokatolické církvi slaven 6. února (19. 2. dle gregoriánského kalendáře).

## Život
Julián z Emesy trpěl za římského císaře Maximiána. Julián byl zkušený lékař, který léčil nejen nemoci těla, ale i duše, a mnoho lidí obrátil k víře v Krista Spasitele.
Julián povzbuzoval svaté mučedníky biskupa Silvána, jáhna Lukáše a čtece Mokia (svátek 29. leden; dle gregoriánského kalendáře 29. 2.), kteří byli vedeni na smrt, aby je sežrala divoká zvěř, a vyzval je, aby se nebáli smrti pro Pána.
Za to, jak Julián mučedníky povzbuzoval a pomáhal jim, byl okamžitě uvězněn a ve vězení trpěl jedenáct měsíců. Kati poté zatloukli dvanáct železných hřebů do jeho hlavy, nohou a rukou. Julián se poté z posledních sil dovlekl do blízké jeskyně, kde za neustálých vroucích modliteb k Bohu zesnul.
Nad jeskyní, kde Julián zemřel, byl postaven ortodoxní chrám sv. Juliána antiochijské církve, arabsky Deir Mar Ilian. Během opravných prací chrámu v roce 1970 byla nalezena rakev s jeho ostatky spolu s mnoha vzácnými freskami a ikonami. Svatému mučedníku Juliánovi z Emesy je připisováno mnoho uskutečněných zázraků během staletí.